# Hanusch-Krankenhaus

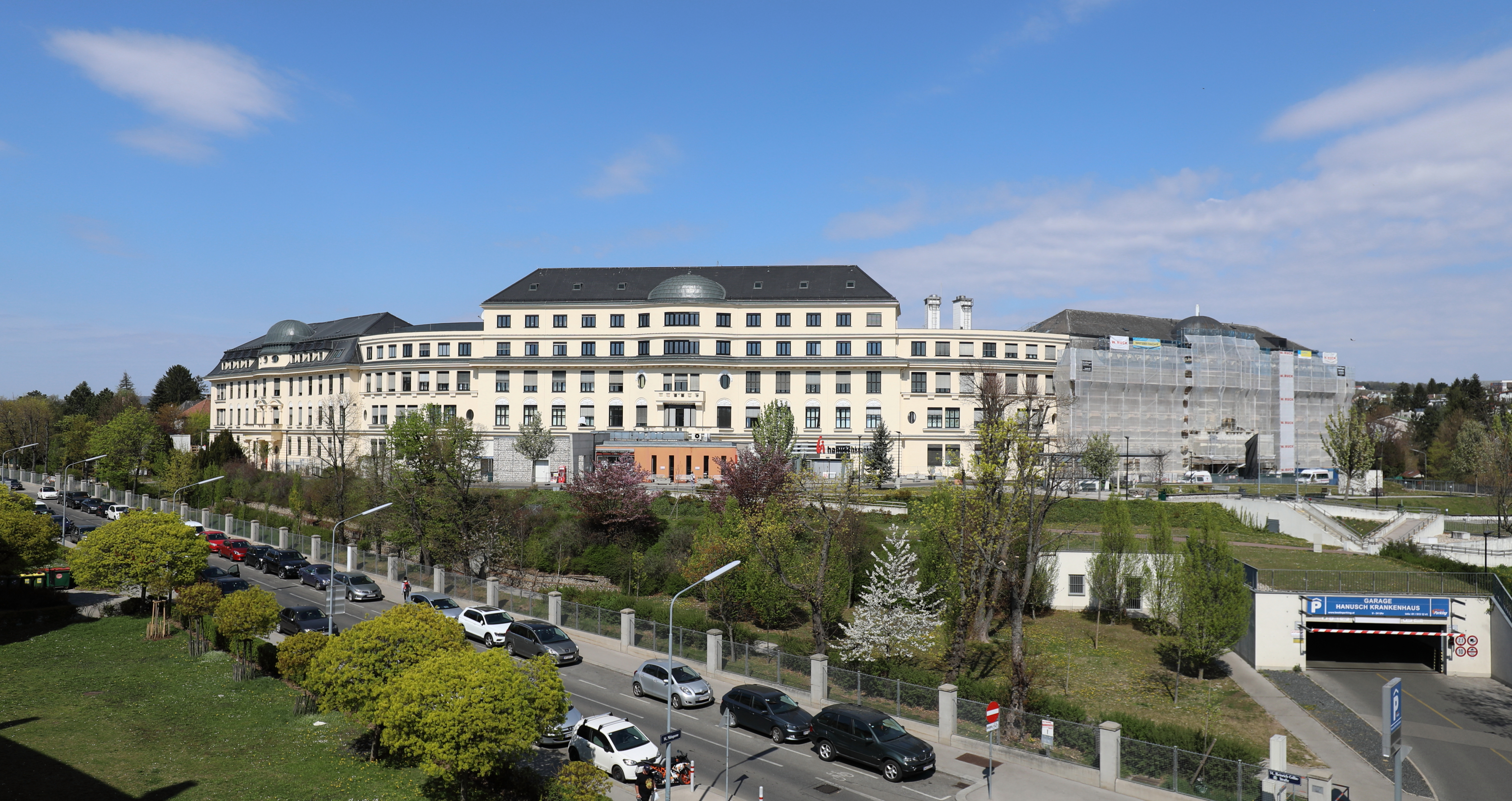
Ehemaliges Erzherzog-Rainer-Spital, heutiges Hanusch-Krankenhaus

Das Hanusch-Krankenhaus befindet sich im 14. Wiener Gemeindebezirk in der Heinrich-Collin-Straße 30.
Es ist ein Krankenhaus mit zehn Abteilungen (Anästhesie, Augenabteilung, Chirurgie, Gynäkologie und Geburtshilfe (bis 2016), Hals-Nasen-Ohren-Abteilung, drei Medizinische Abteilungen, Orthopädie/Traumatologie sowie Urologie) und sieben Instituten (Zentralröntgeninstitut, Nuklearmedizin, Physikalische Medizin und Rehabilitation, Pathologie und Mikrobiologie, Labordiagnostik, Apotheke), darunter das Ludwig-Boltzmann-Institut, ein Forschungsinstitut für Osteologie und Leukämie-Forschung.
Das Hanusch-Krankenhaus betreibt 20 Spezial-Ambulanzen.
Im US News Ranking 2025 der am weltbesten bewerten 2500 Krankenhäuser aus 30 Ländern, belegte das Hanusch-Krankenhaus Platz 154. Es erreichte damit den zweiten Platz unter den Wiener Krankenhäusern und den sechsten Platz in Österreich.

## Geschichte
Ursprünglich hieß dieses Krankenhaus k. k. Erzherzog-Rainer-Militärspital (nach dem populären, 1913 verstorbenen Erzherzog Rainer), danach als Landwehrtruppenspital Erzherzog-Rainer-Spital. Es wurde zwischen 1914 und 1915 von den Architekten Heinrich Schmid und Hermann Aichinger als militärisches Spital des k.u.k. Sanitätswesens errichtet. Die Gartenarchitektur stammte von Viktor Goebel († 1924; Alter: 54). Ab August 1915 nahm das Krankenhaus Verwundete auf. Die feierliche Einweihung fand am 28. September 1915 in Anwesenheit von Erzherzog-Thronfolger Karl Franz Josef (1887–1922) statt.
1925 kam es in das Eigentum der Republik Österreich. 1938 wurde das Krankenhaus erneut ein Heeresspital, was bei einem Abgang von 600 Betten für die Krankenanstalten Wiens ein Minus von zehn Prozent an Belagraum bedeutete und vor allem für die Stadtteile nördlich der Donau die Notwendigkeit eines Neubaus nahelegte. Ab dem 1. Juni 1945 führte die Wiener Gebietskrankenkasse (WGKK) das Spital im Auftrag der Republik. Aus diesem Anlass erhielt es den Namen „Hanusch-Krankenhaus“ nach dem Gewerkschafter und Sozialminister der 1. Republik Ferdinand Hanusch (1866–1923). 1982 wurde das Hanusch-Krankenhaus vollständig an die Wiener Gebietskrankenkasse, die im Jahr 2020 zur Österreichischen Gesundheitskasse (ÖGK) zusammengelegt wurde, abgetreten und erhielt Öffentlichkeitsrecht.
Die älteren Teile der Anlage sind von der Stadt Wien als bauliche Schutzzone definiert.